# Резинин, Анатолий Андреевич
Анатолий Андреевич Резинин (11 апреля 1912, Кириллов, Санкт-Петербургская губерния — 2 сентября 1986, Магнитогорск, Челябинская область) — советский театральный актёр и режиссёр, заслуженный артист Казахской ССР (1945) и заслуженный деятель искусств РСФСР(1968).

## Биография
Родился 11 апреля 1912 года в городе Кириллов Санкт-Петербургской губернии (ныне Вологодская область) в семье служащего.
В 1933 году закончил театральную студию при Большом драматическом театре им. М. Горького в Ленинграде на курсе народного артиста РСФСР Н. Ф. Монахова.
По окончании театральной студии работал актёром и режиссёром в драматических театрах городов Семипалатинск (Казахская ССР), Молотов (Пермь), Березники, Томск, Астрахань, Красноярск и Магнитогорск. В последнем с 1960 по 1972 годы был главным режиссёром Магнитогорского драматического театра им. А. С. Пушкина. Член Всероссийского театрального общества (ВТО), делегат XII съезда ВТО.
Депутат Городского совета Магнитогорска (1961—1971).
Умер 2 сентября 1986 года в Магнитогорске. Похоронен на Правобережном кладбище.

### Семья
- Жена — Ирина Михайловна Васильева (1924—2005), актриса. Заслуженная артистка России (1970).
- Дочь — Ирина (род. 1949), театровед.
- Сын — Андрей (род. 1953), переводчик, госслужащий.

## Творчество
Роли в театре
- Спектакль по роману Н. Островского «Как закалялась сталь» — Павка Корчагин
- Дж. Б. Пристли «Он пришел», инспектор Гул,
- Б. Лавренёв «За тех, кто в море», капитан-лейтенант Макаров,
- И. Бахтерев и А. Разумовский «Ровно в полночь», Яковлев.

Спектакли, поставленные в Магнитогорском драматическом театре им. А. С. Пушкина
- А. Арбузов «Иркутская история»
- В. Розов «Затейник»
- В. Вишневский «Оптимистическая трагедия»
- У. Шекспир «Гамлет»
- В. Лаврентьев «Чти отца своего»
- В. Любимова «А жизни нет конца»
- А. Штейн «Вдовец»
- В. Соловьёв «Гибель поэта» (впервые в СССР)
- А. Афиногенов «Далёкое»
- А. Завалишин «Стройфронт» (Диплом I степени на фестивале к 50-летию Октября, Областная комсомольская премия «Орлёнок»)
- А. и П. Тур «Чрезвычайный посол»
- В. Кожевников «Щит и меч»
- В. Розов «Традиционный сбор»
- А. Салынский «Мария»
- С. Нариньяни «Послушание»
- Ю. Герман «Дело, которому ты служишь»
- Н. Погодин «Третья, патетическая…»

## Награды
Орден Трудового Красного Знамени (1971), четыре медали, знак Министерства культуры СССР «За отличную работу».

## Звания
- Заслуженный артист Казахской ССР(1945)
- Заслуженный деятель искусств РСФСР (1968)